# Richard L. Saucedo
Richard L. Saucedo is een hedendaags Amerikaans componist, muziekpedagoog en dirigent.

## Levensloop
Saucedo kreeg zijn basisopleiding aan de Anderson High School in Anderson (Indiana). Hij studeerde aan de Indiana University in Bloomington (Indiana), waar hij zijn Bachelor of Music behaalde. Aansluitend studeerde hij aan de Butler Universiteit in Indianapolis, waar hij zijn Master of Musical Arts behaalde. 
Sinds rond 30 jaar is Saucedo nu docent, directeur van de harmonieorkesten, en hoofd van de afdeling muziektechnologie aan de Carmel High School in Carmel (Indiana). Onder zijn leiding hebben de harmonieorkesten sommige nationale prijzen gewonnen. De Carmel High School Symphonic Band was in 1992 en 1999 uitgenodigd tijdens het Bands of America National Concert Band Festival een concert te geven en werd in 1999 en 2002 benoemd tot de Indiana State Champion concert band. 
De Marchingband van deze High School met de naam The Carmel Marching Greyhounds behoort sinds jaren tot de top bij de jaarlijkse wedstrijden van de Nationale Federatie. In 2002 werd zij uitgenodigd tijdens de All-Japan Marching Band Championships in Tokio een uitvoering te geven. 
Richard L. Saucedo was al verschillende malen Indiana's "Band master of the Year" van de Indiana Bandmasters Association.
Van 2000 tot 2008 was hij arrangeur en consultant voor de DCI World Champion Cavaliers Drum and Bugle Corps uit Rosemont (Illinois). 
Als componist schrijft hij werken voor koren en harmonieorkesten. Hij is een veelgevraagd jurylid bij mars- en showwedstrijden en behoort tot de Drum Corps Midwest Judges Guild.

## Composities

### Werken voor harmonieorkest
- 1997 Christmas Festival Overture
  1. Joy To The World
  2. Good King Wenceslas
  3. Gesñ Bambino (The Infant Jesus)
- 1997 Earth, Wind & Fire In Concert
  1. September
  2. After the Love has gone
  3. Fantasy
- 1997 The Lord of the Dance
- 1997 Triumphant Fanfare
- 1998 A Celtic Christmas
  1. Wexford Carol
  2. Love came down at Christmas
  3. Deck the Hall
- 1998 Dueling Xylos, voor twee xylofoons solo en harmonieorkest
- 1998 Odyssey
- 1999 An Irish Party in Third Class
- 1999 Antares (Overture For Band)
- 1999 Rondo for Band
- 1999 South of the border
  1. Brazil
  2. One Note Samba
  3. Spanish Eyes
- 2000 Big Time Operator
- 2001 Asian Folk Rhapsody

- 2001 Chorale and Presto
- 2001 Fantasy on an Irish Air
- 2001 Give me just one night (Una Noche)
- 2001 Regal Fanfare
- 2001 The Temptations on Stage
  1. Get Ready
  2. My Girl
  3. Papa Was A Rolling Stone
  4. I Can't Get Next To You
- 2003 Awakening Hills
- 2003 Carol of the Night
- 2003 Rendezvous with the Other Side
- 2004 Flight of the Thunderbird
- 2004 Nightsong
- 2004 Persistence
- 2004 Snow Caps
- 2004 Spirit of the Falcon
- 2004 Ukrainian Bell Carol
- 2004 Windsprints
- 2005 Symphony No. 1
- 2005 To this heartbeat there is no end
- 2005 With each sunset (Comes the promise of a new day)
- 2005 Dashing Through The Snow
- 2006 Hymn for the cream and crimson, voor flügelhoorn en harmonieorkest
- 2006 Song and Dance
- 2007 Symphony No. 2

- American Barndance[1]
- Angelic Festival Overture
- Brick Street Encounter
- Dreamsong, voor piano en harmonieorkest
- Fanfare for the third Planet
- Fantasy on a Theme by Samuel Barber
- Fantasy on Keystone Chorale
- Forever holding close the memories
- French Carol Festival
- Full Tilt
- Galway Piper
- Georgian Court Fanfare
- Grasshopper Dance
- Into the Clouds!
- Jubilation Suite
- Noel
- Ode to Greensleeves
- One Hit Wonders
- Pulsation[2]
- Rhythm Dance
- Song of the Gandy Dancers
- Temecula Valley Fanfare
- Vitruvian Man
  1. Mind
  2. Body
  3. Spirit
- Whirlwind(s)

### Kamermuziek
- Sonata nr.1, voor saxofoon en piano

### Pedagogische werken
- Minimally Speaking - Part 1 (New rhythmics)
- Minimally Speaking - Part 2 (Layers)
- Minimally Speaking - Part 3 (Echoes)